# Emmalocera rhodoessa
Emmalocera rhodoessa es una especie de insecto en el género Emmalocera. Se encuentra en Australia.